# Chiesa della Madonna di Loreto (Dimaro Folgarida)
La chiesa della Madonna di Loreto è una chiesa sussidiaria sita a Presson, frazione di Dimaro Folgarida in Trentino. Risale al XVII secolo.

## Storia

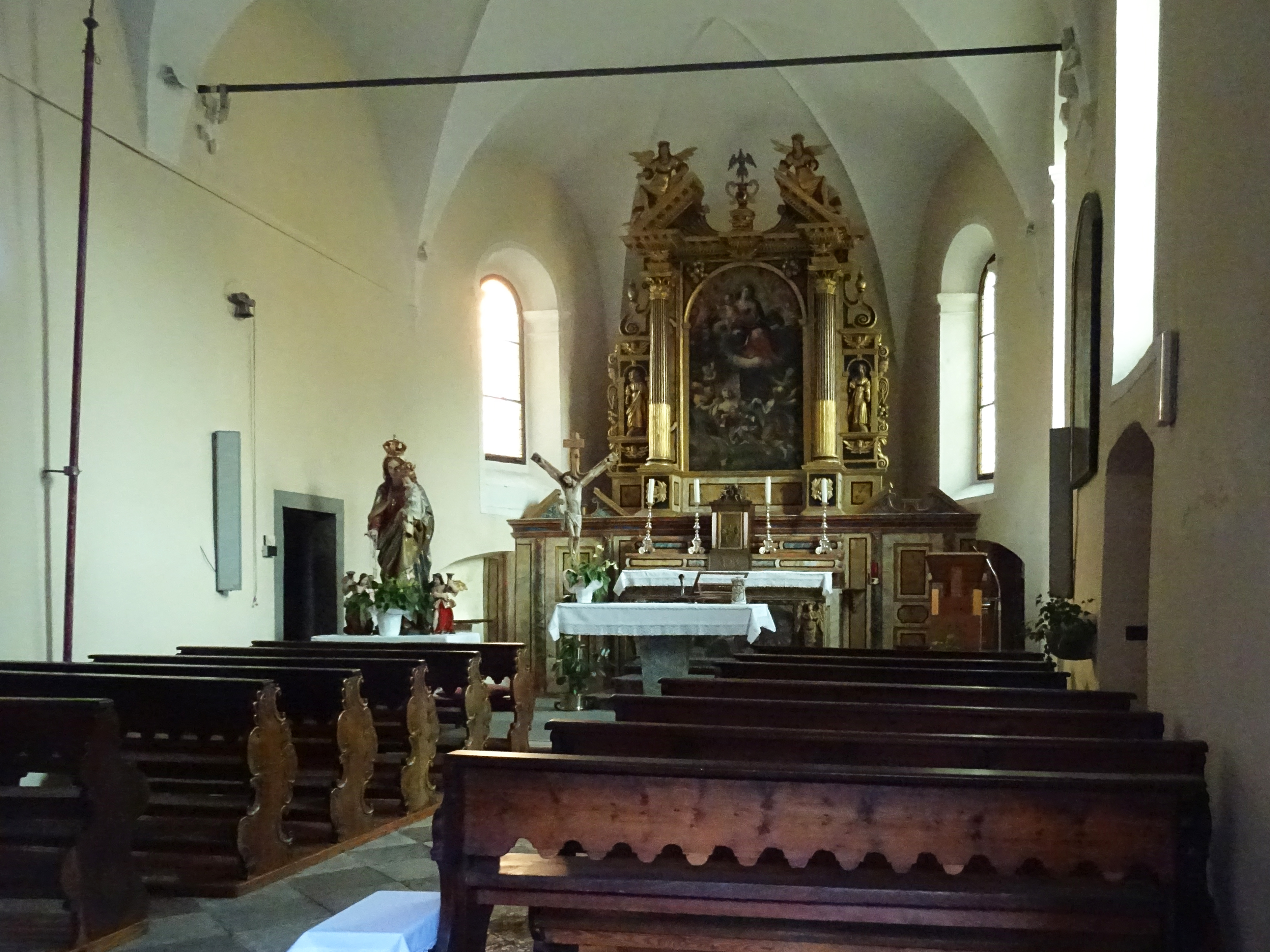
Interno

La piccola chiesa con dedicazione alla Madonna di Loreto è stata costruita a Presson nel 1626. La sua prima citazione documentale risale al 1629.
Ebbe la concessione della custodia eucaristica pochi anni dopo, nel 1633, e nel 1672 venne consacrata con cerimonia solenne da Sigismondo Alfonso Thun, principe vescovo di Trento.
Nell'ultimo decennio del XVII secolo la chiesa venne ampliata con l'erezione, accanto alla sala principale, di una nuova cappella a base ottagonale.
Nella seconda metà del XX secolo il prospetto venne decorato nella parte della lunetta sopra il portale con un dipinto rinnovato. 
L'ultimo importante intervento restaurativo che ha interessato la chiesa della Madonna di Loreto si è realizzato nel 1994. La copertura del tetto è stata rifatta a partire dalle travature e sono state messe nuove scandole in legno. Si sono rinforzate le strutture murarie della capella e ne è stata sostituita la copertura, con una in rame.